# Kyriad

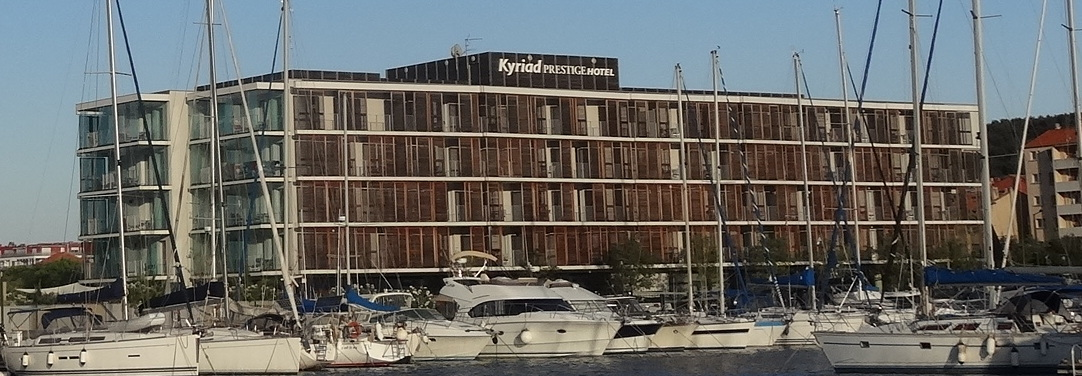
Hotel Kyriad Prestige w La Seyne-sur-Mer, Francja, fot. 2016 r.

Kyriad – sieć hoteli należąca do grupy Louvre Hotels. W 2018 roku należało do niej około 240 hoteli, głównie we Francji. Hotele Kyriad znajdują się też w Indonezji. Do sieci Kyriad należą również hotele marki Jin Jiang Inn w Chinach i Magnuson Grand w Stanach Zjednoczonych. 
Hotele Kyriad mają standard dwu- lub trzygwiazdkowy. Jedną z marek sieci jest Kyriad Prestige, skupiająca hotele trzy- i czterogwiazdkowe.
W 2018 roku 10 głównych miast (Top ten destinations), w których zlokalizowane są hotele tej sieci to: Paryż, Caen, Dijon, Lyon, Metz, Lille, Roissy-en-France, Strasburg, Dunkierka i Miluza. 
W ramach grupy Louvre część hoteli tej sieci została przejęta przez markę Golden Tulip. Tak stało się m.in. w 2011 z hotelem Kyriad Prestige w Warszawie.